# Ambroise Oyongo
Ambroise Oyongo (Ndikiniméki, 22 giugno 1991) è un calciatore camerunese, difensore del Paris 13 Atletico e della nazionale camerunese.

## Carriera

### Club
Dopo avere mosso i primi passi tra i professionisti al Cotonsport Garoua, il 6 marzo 2014 viene acquistato dai N.Y. Red Bulls.
Il 27 gennaio 2015 firma per i Montréal Impact.
Il 2 gennaio 2018 passa al Montpellier.
Il 22 febbraio 2021 viene ceduto in prestito al Krasnodar.

### Nazionale
Ha giocato il mondiale under-20 con la sua Nazionale. Il 28 luglio 2013 fa il suo debutto con la Nazionale maggiore contro il Gabon vincendo per 1-0. Con la nazionale africana ha giocato la Coppa d'Africa 2015 e la Coppa d'Africa 2017. In quest'ultima manifestazione, vinta dal Camerun, che ha sconfitto in finale l'Egitto 2-1, ha giocato per intero tutte e sei le partite della competizione.

## Statistiche

### Presenze e reti nei club
Statistiche aggiornate al 7 aprile 2020.
| Stagione               | Squadra                | Campionato             | Campionato | Campionato | Coppe nazionali | Coppe nazionali | Coppe nazionali | Coppe continentali | Coppe continentali | Coppe continentali | Altre coppe | Altre coppe | Altre coppe | Totale | Totale |
| Stagione               | Squadra                | Comp                   | Pres       | Reti       | Comp            | Pres            | Reti            | Comp               | Pres               | Reti               | Comp        | Pres        | Reti        | Pres   | Reti   |
| ---------------------- | ---------------------- | ---------------------- | ---------- | ---------- | --------------- | --------------- | --------------- | ------------------ | ------------------ | ------------------ | ----------- | ----------- | ----------- | ------ | ------ |
| 2010                   | Cotonsport Garoua      | PD                     | -          | -          |                 | -               | -               |                    | -                  | -                  |             | -           | -           | ?      | ?      |
| 2011                   | Cotonsport Garoua      | PD                     | -          | -          |                 | -               | -               | CL                 | 5                  | 0                  |             | -           | -           | 5      | 0      |
| 2012                   | Cotonsport Garoua      | PD                     | -          | -          |                 | -               | -               | CL                 | 1                  | 0                  |             | -           | -           | 1      | 0      |
| 2013                   | Cotonsport Garoua      | PD                     | -          | -          |                 | -               | -               | CL                 | 9                  | 0                  |             | -           | -           | 9      | 0      |
| Totale Cotonsport      | Totale Cotonsport      | Totale Cotonsport      | 123        | 8          |                 | -               | -               |                    | 15                 | 0                  |             | -           | -           | 138    | 8      |
| 2014                   | New York Red Bulls     | MLS                    | 18         | 0          | USOC            | 1               | 0               | CCL                | 3                  | 0                  |             | -           | -           | 22     | 0      |
| 2015                   | Montreal Impact        | MLS                    | 25         | 1          | CC              | 2               | 0               |                    | -                  | -                  |             | -           | -           | 27     | 1      |
| 2016                   | Montreal Impact        | MLS                    | 32         | 1          | CC              | 1               | 0               |                    | -                  | -                  |             | -           | -           | 33     | 1      |
| 2017                   | Montreal Impact        | MLS                    | 11         | 1          | CC              | 1               | 0               |                    | -                  | -                  |             | -           | -           | 12     | 1      |
| Totale Montreal Impact | Totale Montreal Impact | Totale Montreal Impact | 68         | 3          |                 | 4               | 0               |                    | -                  | -                  |             | -           | -           | 72     | 3      |
| gen.-giu. 2018         | Montpellier            | L1                     | 3          | 0          | CdF+CdL         | -               | -               | -                  | -                  | -                  | -           | -           | -           | 3      | 0      |
| 2018-2019              | Montpellier            | L1                     | 26         | 2          | CdF+CdL         | 1+0             | 0               | -                  | -                  | -                  | -           | -           | -           | 27     | 2      |
| 2019-2020              | Montpellier            | L1                     | 21         | 0          | CdF+CdL         | 2+1             | 0               | -                  | -                  | -                  | -           | -           | -           | 24     | 0      |
| 2020-feb.2021          | Montpellier            | L1                     | 13         | 1          | CF              | 0               | 0               | -                  | -                  | -                  | -           | -           | -           | 13     | 1      |
| Feb.-giu.2021          | Krasnodar              | PL                     | 1          | 0          | KR              | 0               | 0               | -                  | -                  | -                  | -           | -           | -           | 1      | 0      |
| 2021-2022              | Montpellier            | L1                     | 6          | 1          | CF              | 1               | 0               | -                  | -                  | -                  | -           | -           | -           | 2      | 0      |
| Totale Montpellier     | Totale Montpellier     | Totale Montpellier     | 69         | 4          |                 | 5               | 0               |                    | -                  | -                  |             | -           | -           | 74     | 4      |
| Totale carriera        | Totale carriera        | Totale carriera        | 279+       | 15+        |                 | 10+             | 0+              |                    | 18                 | 0                  |             | -           | -           | 307+   | 15+    |

### Cronologia presenze e reti in nazionale
| Cronologia completa delle presenze e delle reti in nazionale ― Camerun | Cronologia completa delle presenze e delle reti in nazionale ― Camerun | Cronologia completa delle presenze e delle reti in nazionale ― Camerun | Cronologia completa delle presenze e delle reti in nazionale ― Camerun | Cronologia completa delle presenze e delle reti in nazionale ― Camerun | Cronologia completa delle presenze e delle reti in nazionale ― Camerun | Cronologia completa delle presenze e delle reti in nazionale ― Camerun | Cronologia completa delle presenze e delle reti in nazionale ― Camerun |
| Data                                                                   | Città                                                                  | In casa                                                                | Risultato                                                              | Ospiti                                                                 | Competizione                                                           | Reti                                                                   | Note                                                                   |
| ---------------------------------------------------------------------- | ---------------------------------------------------------------------- | ---------------------------------------------------------------------- | ---------------------------------------------------------------------- | ---------------------------------------------------------------------- | ---------------------------------------------------------------------- | ---------------------------------------------------------------------- | ---------------------------------------------------------------------- |
| 16-11-2012                                                             | Giacarta                                                               | Indonesia                                                              | 0 – 0                                                                  | Camerun                                                                | Amichevole                                                             | -                                                                      | 76’                                                                    |
| 28-7-2013                                                              | ?                                                                      | Camerun                                                                | 1 – 0                                                                  | Gabon                                                                  | Qual. campionato delle Nazioni Africane 2014                           | -                                                                      |                                                                        |
| 6-9-2014                                                               | Lubumbashi                                                             | RD del Congo                                                           | 0 – 2                                                                  | Camerun                                                                | Qual. Coppa d'Africa 2015                                              | -                                                                      |                                                                        |
| 10-9-2014                                                              | Yaoundé                                                                | Camerun                                                                | 4 – 1                                                                  | Costa d'Avorio                                                         | Qual. Coppa d'Africa 2015                                              | -                                                                      | 40’                                                                    |
| 15-10-2014                                                             | Yaoundé                                                                | Camerun                                                                | 2 – 0                                                                  | Sierra Leone                                                           | Qual. Coppa d'Africa 2015                                              | -                                                                      |                                                                        |
| 15-11-2014                                                             | Yaoundé                                                                | Camerun                                                                | 1 – 0                                                                  | RD del Congo                                                           | Qual. Coppa d'Africa 2015                                              | -                                                                      |                                                                        |
| 19-11-2014                                                             | Abidjan                                                                | Costa d'Avorio                                                         | 0 – 0                                                                  | Camerun                                                                | Qual. Coppa d'Africa 2015                                              | -                                                                      |                                                                        |
| 7-1-2015                                                               | Yaoundé                                                                | Camerun                                                                | 1 – 1                                                                  | RD del Congo                                                           | Amichevole                                                             | -                                                                      |                                                                        |
| 20-1-2015                                                              | Bamako                                                                 | Mali                                                                   | 1 – 1                                                                  | Camerun                                                                | Coppa d'Africa 2015 - 1º turno                                         | 1                                                                      |                                                                        |
| 24-1-2015                                                              | Malabo                                                                 | Camerun                                                                | 1 – 1                                                                  | Guinea                                                                 | Coppa d'Africa 2015 - 1º turno                                         | -                                                                      | 62’                                                                    |
| 25-3-2015                                                              | Giacarta                                                               | Indonesia                                                              | 0 – 1                                                                  | Camerun                                                                | Amichevole                                                             | -                                                                      | 79’                                                                    |
| 30-3-2015                                                              | Nonthaburi                                                             | Thailandia                                                             | 2 – 3                                                                  | Camerun                                                                | Amichevole                                                             | -                                                                      | 46’                                                                    |
| 14-6-2015                                                              | Yaoundé                                                                | Camerun                                                                | 1 – 0                                                                  | Mauritania                                                             | Qual. Coppa d'Africa 2017                                              | -                                                                      |                                                                        |
| 6-9-2015                                                               | Bakau                                                                  | Gambia                                                                 | 0 – 1                                                                  | Camerun                                                                | Qual. Coppa d'Africa 2017                                              | -                                                                      |                                                                        |
| 13-11-2015                                                             | Niamey                                                                 | Niger                                                                  | 0 – 3                                                                  | Camerun                                                                | Qual. Mondiali 2018                                                    | -                                                                      |                                                                        |
| 17-11-2015                                                             | Yaoundè                                                                | Camerun                                                                | 0 – 0                                                                  | Niger                                                                  | Qual. Mondiali 2018                                                    | -                                                                      |                                                                        |
| 30-5-2016                                                              | Nantes                                                                 | Francia                                                                | 3 – 2                                                                  | Camerun                                                                | Amichevole                                                             | -                                                                      |                                                                        |
| 3-6-2016                                                               | Nouakchott                                                             | Mauritania                                                             | 0 – 1                                                                  | Camerun                                                                | Qual. Coppa d'Africa 2017                                              | -                                                                      |                                                                        |
| 3-9-2016                                                               | Yaoundé                                                                | Camerun                                                                | 2 – 0                                                                  | Gambia                                                                 | Qual. Coppa d'Africa 2017                                              | -                                                                      |                                                                        |
| 6-9-2016                                                               | Limbé                                                                  | Camerun                                                                | 2 – 1                                                                  | Gabon                                                                  | Amichevole                                                             | -                                                                      | 85’                                                                    |
| 9-10-2016                                                              | Blida                                                                  | Algeria                                                                | 1 – 1                                                                  | Camerun                                                                | Qual. Mondiali 2018                                                    | -                                                                      |                                                                        |
| 12-11-2016                                                             | Yaoundé                                                                | Camerun                                                                | 1 – 1                                                                  | Zambia                                                                 | Qual. Mondiali 2018                                                    | -                                                                      |                                                                        |
| 5-1-2017                                                               | Yaoundé                                                                | Camerun                                                                | 2 – 0                                                                  | RD del Congo                                                           | Amichevole                                                             | 1                                                                      |                                                                        |
| 10-1-2017                                                              | Yaoundé                                                                | Camerun                                                                | 1 – 1                                                                  | Zimbabwe                                                               | Amichevole                                                             | -                                                                      | 63’                                                                    |
| 14-1-2017                                                              | Libreville                                                             | Burkina Faso                                                           | 1 – 1                                                                  | Camerun                                                                | Coppa d'Africa 2017 - 1º turno                                         | -                                                                      |                                                                        |
| 18-1-2017                                                              | Libreville                                                             | Camerun                                                                | 2 – 1                                                                  | Guinea-Bissau                                                          | Coppa d'Africa 2017 - 1º turno                                         | -                                                                      |                                                                        |
| 22-1-2017                                                              | Libreville                                                             | Camerun                                                                | 0 – 0                                                                  | Gabon                                                                  | Coppa d'Africa 2017 - 1º turno                                         | -                                                                      |                                                                        |
| 28-1-2017                                                              | Libreville                                                             | Senegal                                                                | 0 – 0 dts (4 – 5 dtr)                                                  | Camerun                                                                | Coppa d'Africa 2017 - Quarti di finale                                 | -                                                                      | 25’                                                                    |
| 2-2-2017                                                               | Franceville                                                            | Camerun                                                                | 2 – 0                                                                  | Ghana                                                                  | Coppa d'Africa 2017 - Semifinale                                       | -                                                                      |                                                                        |
| 5-2-2017                                                               | Libreville                                                             | Egitto                                                                 | 1 – 2                                                                  | Camerun                                                                | Coppa d'Africa 2017 - Finale                                           | -                                                                      |                                                                        |
| 24-3-2017                                                              | Radès                                                                  | Tunisia                                                                | 0 – 1                                                                  | Camerun                                                                | Amichevole                                                             | -                                                                      |                                                                        |
| 10-6-2017                                                              | Yaoundé                                                                | Camerun                                                                | 1 – 0                                                                  | Marocco                                                                | Qual. Coppa d'Africa 2019                                              | -                                                                      | 23’ 45+2’                                                              |
| 27-5-2018                                                              | Yaoundé                                                                | Camerun                                                                | 0 – 1                                                                  | Burkina Faso                                                           | Amichevole                                                             | -                                                                      | 89’                                                                    |
| 8-9-2018                                                               | Mitsamiouli                                                            | Comore                                                                 | 1 – 1                                                                  | Camerun                                                                | Qual. Coppa d'Africa 2019                                              | -                                                                      | 66’                                                                    |
| 12-10-2018                                                             | Yaoundé                                                                | Camerun                                                                | 1 – 0                                                                  | Malawi                                                                 | Qual. Coppa d'Africa 2019                                              | -                                                                      |                                                                        |
| 16-10-2018                                                             | Blantyre                                                               | Malawi                                                                 | 0 – 0                                                                  | Camerun                                                                | Qual. Coppa d'Africa 2019                                              | -                                                                      |                                                                        |
| 23-3-2019                                                              | Yaoundé                                                                | Camerun                                                                | 3 – 0                                                                  | Comore                                                                 | Qual. Coppa d'Africa 2019                                              | -                                                                      |                                                                        |
| 9-6-2019                                                               | Majadahonda                                                            | Camerun                                                                | 2 – 1                                                                  | Zambia                                                                 | Amichevole                                                             | -                                                                      | ?’                                                                     |
| 14-6-2019                                                              | Al Wakrah                                                              | Camerun                                                                | 1 – 1                                                                  | Mali                                                                   | Amichevole                                                             | -                                                                      | 61’                                                                    |
| 25-6-2019                                                              | Ismailia                                                               | Camerun                                                                | 2 – 0                                                                  | Guinea-Bissau                                                          | Coppa d'Africa 2019 - 1º turno                                         | -                                                                      |                                                                        |
| 29-6-2019                                                              | Ismailia                                                               | Camerun                                                                | 0 – 0                                                                  | Ghana                                                                  | Coppa d'Africa 2019 - 1º turno                                         | -                                                                      |                                                                        |
| 2-7-2019                                                               | Ismailia                                                               | Benin                                                                  | 0 – 0                                                                  | Camerun                                                                | Coppa d'Africa 2019 - 1º turno                                         | -                                                                      | 90+1’                                                                  |
| 6-7-2019                                                               | Alessandria d'Egitto                                                   | Nigeria                                                                | 3 – 2                                                                  | Camerun                                                                | Coppa d'Africa 2019 - Ottavi di finale                                 | -                                                                      |                                                                        |
| 12-10-2019                                                             | Radès                                                                  | Tunisia                                                                | 0 – 0                                                                  | Camerun                                                                | Amichevole                                                             | -                                                                      |                                                                        |
| 13-11-2019                                                             | Yaoundé                                                                | Camerun                                                                | 0 – 0                                                                  | Capo Verde                                                             | Qual. Coppa d'Africa 2021                                              | -                                                                      |                                                                        |
| 17-11-2019                                                             | Kigali                                                                 | Ruanda                                                                 | 0 – 1                                                                  | Camerun                                                                | Qual. Coppa d'Africa 2021                                              | -                                                                      |                                                                        |
| 9-10-2020                                                              | Utrecht                                                                | Giappone                                                               | 0 – 0                                                                  | Camerun                                                                | Amichevole                                                             | -                                                                      | 83’                                                                    |
| 12-11-2020                                                             | Douala                                                                 | Camerun                                                                | 4 – 1                                                                  | Mozambico                                                              | Qual. Coppa d'Africa 2021                                              | -                                                                      |                                                                        |
| 13-1-2022                                                              | Yaoundé                                                                | Camerun                                                                | 4 – 1                                                                  | Etiopia                                                                | Coppa d'Africa 2021 - 1º turno                                         | -                                                                      | 79’                                                                    |
| 5-2-2022                                                               | Yaoundé                                                                | Burkina Faso                                                           | 3 – 3 dts (3 – 5 dtr)                                                  | Camerun                                                                | Coppa d'Africa 2021 - Finale 3º posto                                  | -                                                                      | cap.                                                                   |
| 29-3-2022                                                              | Blida                                                                  | Algeria                                                                | 1 – 2 dts                                                              | Camerun                                                                | Qual. Mondiali 2022                                                    | -                                                                      | 87’                                                                    |
| Totale                                                                 |                                                                        | Presenze                                                               | 51                                                                     |                                                                        | Reti                                                                   | 2                                                                      |                                                                        |

## Palmarès

### Club

#### Competizioni nazionali
- Campionato camerunese di calcio: 3

Cotonsport: 2010, 2011, 2013
- Coppa del Camerun: 1

Cotonsport: 2011

### Nazionale
- Coppa d'Africa: 1

Gabon 2017